# Poritia taleva
Poritia taleva är en fjärilsart som beskrevs av Corbet 1940. Poritia taleva ingår i släktet Poritia och familjen juvelvingar. Inga underarter finns listade i Catalogue of Life.